# バート・クウォーク
バート・クウォーク（Burt Kwouk, 1930年7月18日 - 2016年5月24日 ）は、イギリスのウォリントン出身の俳優。ピンク・パンサーシリーズに登場するクルーゾー警部宅の使用人ケイトー役で知られる。

## 経歴
1930年7月18日、ウォリントンにおいて中国出身の両親の間に生まれる。17歳までは上海で過ごした。中国名は郭弼。1950年代後半より俳優として映画やテレビドラマに出演するようになる。
1964年、ピンク・パンサーシリーズの第2作である『暗闇でドッキリ』にピーター・セラーズが演じる主人公クルーゾー警部宅の使用人ケイトー役で出演した。ケイトーはクルーゾーのカラテの弟子でもあり、隙があればいつでもクルーゾーを奇襲していい約束を結んでいる設定。クルーゾー宅を舞台とした2人の格闘シーンはシリーズの名物となった。4度目の出演となった『ピンク・パンサー4』（1978年）では使用人の枠を越え、クルーゾーの捜査の助手として香港を舞台に準主役格の活躍をした。しかし、セラーズが1980年に死去した為、このシリーズにおいてはこれがセラーズとの最後の共演となった（他の映画ではこれ以後も共演がある）。
ピンク・パンサーシリーズはセラーズの死後も最終第8作『ピンク・パンサーの息子』（1993年）まで3本が製作され、クウォークもすべてに出演、当たり役として合計7度演じた。
ピンク・パンサーシリーズ以外でも『暗闇でドッキリ』と同じ1964年には『007 ゴールドフィンガー』に出演。1967年にも『007は二度死ぬ』にも出演する一方、同年に公開された007シリーズのパロディ的作品である『007 カジノロワイヤル』にも出演してセラーズと共演するなど、多彩に活躍した。
2000年以降もイギリスでテレビを中心に活動していた。
2001年に大英帝国勲章を授与された。
2016年5月24日、逝去。85歳没。

## 主な出演映画
| 公開年 | 邦題 原題                                                        | 役名                     | 備考 |
| ------ | ---------------------------------------------------------------- | ------------------------ | ---- |
| 1958   | 六番目の幸福 The Inn of the Sixth Happiness                      | リー                     |      |
| 1962   | 戦う翼 The War Lover                                             | 爆撃機の乗員             |      |
| 1964   | 暗闇でドッキリ A Shot in the Dark                                | ケイトー                 |      |
| 1964   | 007 ゴールドフィンガー Goldfinger                                | リン                     |      |
| 1965   | 蝿男の呪い Curse of the Fly                                      | タイ                     |      |
| 1966   | 名誉と栄光のためでなく Lost Command                              |                          |      |
| 1966   | 怪人フー・マンチュー/連続美女誘拐事件 The Brides of Fu Manchu    |                          |      |
| 1967   | 007 カジノロワイヤル Casino Royale                               | 中国の将軍               |      |
| 1967   | 007は二度死ぬ You Only Live Twice                                | ミサイルオペレーター     |      |
| 1968   | 栄光の座 The Shoes of the Fisherman                              | ペング                   |      |
| 1969   | 0の決死圏 The Chairman                                           | チャン                   |      |
| 1975   | ピンク・パンサー2 The Return of the Pink Panther                 | ケイトー                 |      |
| 1975   | ローラーボール Rollerball                                        | 日本人医師               |      |
| 1976   | ピンク・パンサー3 The Pink Panther Strikes Again                 | ケイトー                 |      |
| 1878   | ピンク・パンサー4 Revenge of the Pink Panther                    | ケイトー                 |      |
| 1980   | 天才悪魔フー・マンチュー The Fiendish Plot of Dr. Fu Manchu      | フー・マンチューの召使い |      |
| 1982   | ピンク・パンサーX Trail of the Pink Panther                      | ケイトー                 |      |
| 1983   | ピンク・パンサー5 クルーゾーは二度死ぬ Curse of the Pink Panther | ケイトー                 |      |
| 1985   | プレンティ Plenty                                                |                          |      |
| 1987   | 太陽の帝国 Empire of the Sun                                     | チェン氏                 |      |
| 1989   | ハード・ラン/栄光への疾走 Race for Glory                         | ヨシロー・タナカ         |      |
| 1990   | エア★アメリカ Air America                                        |                          |      |
| 1992   | 愛しのエリザベス Shooting Elizabeth                              |                          |      |
| 1993   | ピンク・パンサーの息子 Son of the Pink Panther                   | ケイトー                 |      |
| 2001   | キス・オブ・ザ・ドラゴン Kiss of the Dragon                      | タイ                     |      |
| 2003   | ゲート・トゥ・ヘヴン Gate to Heaven                              | ムキ                     |      |
| 2004   | トウキョウ アンダーグラウンド Stratosphere Girl                  | パパさん                 |      |

## 参照
1. 1 2  “バート・クウォーク氏死去　ピンク・パンサー出演俳優”. スポニチアネックス. (2016年5月24日) 2016年5月25日閲覧。
2. ↑  "No. 59647". The London Gazette (Supplement) (英語). 31 December 2010. p. 11.
3. ↑  “New Year Honours unveiled”. BBC News. (2010年12月31日)